# I. Mircea havasalföldi fejedelem

Havasalföld térképe (1406)

I. Mircea vagy más néven Öreg Mircea (románul: Mircea cel Bătrân, fonetikusan:[ˈmirt͡ʃe̯a t͡ʃel bəˈtrɨn]), (1358 – 1418. január 31.) havasalföldi fejedelem 1386. szeptember – 1394. november (?), 1397 január – 1418 január között.

## Uralkodása, belpolitikája
A történelmi források Havasalföld (Valachia) legjelentősebb uralkodójaként említik. Nevében az "öreg" jelentése, az akkori udvari szokások szerint a legelsőt – mármint az ilyen néven először trónon lévőt jelenti.
Öreg Mircea uralkodása alatt Havasalföld elérte mindenkori történelme alatti legszélesebb határvonalakat, északon az Olt folyó, délen a Duna, nyugaton a Vaskapu, míg keleten a Fekete-tenger határolta.
Uralkodása alatt megerősítette a gazdasági és adminisztrativ életet, ezüstérmeket veretett (melyek külföldön is forgalomba kerültek). Gazdasági előnyöket biztosított a litván és lengyel kereskedőknek. Megerősítette a régi erődítményeket, illetve újakat épített a Duna mentén, fejlesztette a hadsereget. 1388-ban megalapította a Cozia kolostort, később ide is temették el.

## Külpolitikája
Aktív külpolitikát folytatott. Uralkodása kezdetén szövetséget kötött I. Péter moldvai fejedelemmel. 1389-ben támogatta a balkáni szövetséget a törökökkel szemben, valamint ugyanebben az évben elfoglalta és országához csatolta Dobrudzsát, ezért miután a törökök győztek a rigómezei csatában, I. Bajazid oszmán szultán Havasalföld ellen fordult, 1394-ben egy 40 000 főnyi sereg élén átkelt a Dunán. Mircea nem merte vállalni a nyílt összecsapást, ezért inkább a felperzselt föld taktikáját alkalmazta, folyamatosan visszavonulva a Kárpátok fele. Október 10-én egy mocsaras területen sikerült győzelmet aratnia a török előhadak felett (rovinei csata), de nem sikerült döntő győzelmet kivívnia, így végül is egy Argeș folyó mellett megvívott csatát követően a Magyar Királyság területére menekült.
A törökök I. Vlad (a későbbi "Uzurpatorul", azaz "Trónbitorló") személyében saját bábjukat helyezték Havasalföld trónjára. Időközben Mircea Brassóban szövetséget kötött Zsigmond magyar királlyal, akivel együtt részt vett a magyar, francia, szerb, és egyéb európai csapatok által végrehajtott keresztes hadjáratában, amely a keresztes sereg katasztrofális vereségével végződött a nikápolyi ütközetben, de Mircea számára pozitív eredménnyel járt, mert sikerült visszaszereznie trónját.
A havasalföldi fejedelem ekkorra már igencsak megbecsült hadvezér volt, tekintettel az 1394-es csatákra, de hírnevét tovább erősítette 1397-ben és 1400-ban is, amikor erdélyi fosztogató körúton lévő török csapatokat győzött le.
A századfordulót követően Bajazid szultán újabb hadjáratra készült Havasalföld ellen, azonban 1402-ben vereséget szenvedett a Timur Lenk vezette mongol seregektől az ankarai csatában, ő maga pedig fogságba esett és nemsokára meghalt. Ezt követően a szultán négy fia között harcok kezdődtek a birodalom feletti uralomért. A harcokba Mircea is beleavatkozott, Muszát támogatva, aki rövid időre szultán is lett, de 1413-ban a szerbek által támogatott Mehmedtől vereséget szenvedett, ő maga életét vesztette és Mehmed lett az új szultán. A havasalföldi fejedelemnek rövid ellenségeskedés után sikerült megegyeznie a törökökkel. 1415-ben vállalta a haradzs fizetését: az Oszmán Birodalom elismerte Havasalföld függetlenségét évi csekély 3000 aranyért cserébe. Azonban a törökök 1416-ban Mircea csapatait Szaloniki közelében szétverték, majd földúlták Havasalföldet, elfoglalták Turnu Măgurele és Gyurgyevó Duna-parti várait, s környékükből vilajetet szerveztek.
Érdemes megemlíteni, hogy Mircea 1406-ban egész Ungrovalachia urának címezve magát fölsorolta az uralma alá került földeket: „a hegyen túli részeket”, a „tatár részeket”, Omlást, Fogarast, a szörényi bánságot, a Duna-völgy mindkét oldalát a Fekete-tengerig (Dobrudzsát).
1418. január 31-én hunyt el természetes halálban, hátrahagyván országát fiára, I. Mihály fejedelemre.

## Családja
Felesége Mária volt, valószínűleg magyar származású nemesasszony, de egyes kutatók szerint a karintiai Cilly nemesi családból származott.[forrás?] Hat gyermeke volt: 
- I. Mihály havasalföldi fejedelem
- II. Radu havasalföldi fejedelem (Prasnaglava)
- Alexandru Aldea
- II. Vlad havasalföldi fejedelem (Dracul)
- Ana
- egy ismeretlen nevű leánygyermek

## Családfa
| Miklós Sándor † 1364. XII. 16. | Miklós Sándor † 1364. XII. 16. |                          |                          | Doamna Mária | Doamna Mária |  |  | ? | ? |                   |                   | ? | ? |
|                                |                                |                          |                          |              |              |  |  |   |   |                   |                   |   |   |
|                                |                                |                          |                          |              |              |  |  |   |   |                   |                   |   |   |
|                                |                                | I. Radu * 1330 k. † 1383 | I. Radu * 1330 k. † 1383 |              |              |  |  |   |   | Doamna Calinichia | Doamna Calinichia |   |   |
|                                |                                |                          |                          |              |              |  |  |   |   |                   |                   |   |   |
|                                |                                |                          |                          |              |              |  |  |   |   |                   |                   |   |   |
|                                |                                |                          |                          |              |              |  |  |   |   |                   |                   |   |   |

|                               |                               |                            |                            | I. Mircea * 1358 † 1418. I. 31. | I. Mircea * 1358 † 1418. I. 31. | Doamna Mara OO                  | Doamna Mara OO                  |      |                 |
|                               |                               |                            |                            |                                 |                                 |                                 |                                 |      |                 |
|                               |                               |                            |                            |                                 |                                 |                                 | Tolmay Máriától                 |      | Tolmay Máriától |
| I. Mihály * ? † 1420. VIII.-a | I. Mihály * ? † 1420. VIII.-a | II. Dan * ? † 1427 tavasza | II. Dan * ? † 1427 tavasza | II. Vlad * 1393 † 1447. XII.-e  | II. Vlad * 1393 † 1447. XII.-e  | I. Sándor * 1397 † 1436. XII.-e | I. Sándor * 1397 † 1436. XII.-e | Anna | Anna            |
|                               | ?                             |                            |                            |                                 |                                 |                                 |                                 |      |                 |
| NN (leány)                    |                               |                            |                            |                                 |                                 |                                 |                                 |      |                 |